# Wampirek przeprowadza się
Wampirek przeprowadza się (niem. Der kleine Vampir zieht um) - powieść fantasy dla dzieci autorstwa Angeli Sommer-Bodenburg. Ukazała się po raz pierwszy w 1980 roku. Jest drugą częścią cyklu rozpoczętego książką Wampirek, poświęconą postaci wampira Rydygiera i jego żywego przyjaciela Antka. Pierwszy polski przekład pojawił się w 2005 roku. Cała seria jest najbardziej znaną w dorobku autorki, która obejmuje dziewiętnaście tytułów sprzedanych w dwunastu milionach egzemplarzy. Na jej podstawie powstały spektakle, film fabularny oraz dwa seriale telewizyjne. 
Cała seria o wampirku jest barwną opowieścią o tolerancji, odwadze i przełamywaniu uprzedzeń, o prawdziwej przyjaźni i lojalności. 

## Treść
Dalszy ciąg historii dziesięcioletniego Antka, wampirka Rydygiera i ich niecodziennej przyjaźni, która zostaje poddana próbie. Nowy znajomy Rydygiera nie uszedł uwagi jego upiornej rodziny, a żaden dostojny wampirzy ród nie chciał bratać się z rodzajem ludzkim. Wyrzucony przez wściekłych krewniaków z przytulnego rodzinnego grobowca, wampirek musi poszukać nowego schronienia. Rydygier z całym dobytkiem, czyli służącą mu do spania trumną, puka do drzwi Antka i oświadcza zdumionemu koledze, że zamieszka w jego piwnicy.
O jego przyjaźni z człowiekiem inne wampiry dowiedziały się od ciotki Doroty, która opowiedziała o wszystkim na radzie familijnej, a ta wydała zakaz wstępu do grobowca dla Rydygiera. Wraz ze swoim starszym bratem mówi o tym Antosiowi, któremu udało się na chwilę wyjść z domu, pod pretekstem schowania roweru do przechowalni. W tym momencie dowiaduje się o całym planie przeprowadzki przyjaciela do jego piwnicy. Zgadza się, bo właściwie nie ma innego wyboru, kiedy dwójka krwiożerczych kolegów prosi go o pomoc. Antek musi wrócić do mieszkania po klucze do nowego "domu" wampirka, gdzie już podejrzliwych rodziców przekonuje, aby mógł jeszcze na trochę wyjść z domu. Okłamuje ich, że idzie pograć w planszówkę z sąsiadem Andrzejem, kiedy tymczasem czekała go ciężka trumna do przeniesienia i ukrycia, tak żeby rodzice chłopca jej nie zauważyli, schodząc do piwnicy. Podczas szukania w ciemnościach dogodnego miejsca na spanie dla Rydygiera, Antoś potłukł butelki wina, a zbierając szkło, skaleczył się, co z kolei bardzo zainteresowało Lumpiego. Głodny, rozdrażniony wampir wylatuje razem z młodszym bratem na polowanie zaraz po ulokowaniu trumny.
Kiedy wyczerpany chłopiec wraca do domu, spotyka się z kolejną przeszkodą - podczas rozmowy z mamą dowiaduje się, że jego tata planuje za kilka dni zabrać się za zrobienie boazerii w kuchni, do której deski leżały w piwnicy i zostały użyte do zakamuflowania trumny. Gdy następnego dnia informuje o tym wampirka, ten nie wykazuje szczególnego zainteresowania, gdyż był głodny i niewyspany. Wszystko było na głowie biednego Antka.
W sobotę, w dzień planowanego remontu kuchni, Antoś wymyślił plan, który da mu trochę więcej czasu na rozwiązanie tego problemu. Przy śniadaniu, które przygotował, okłamuje rodziców, że zgubił klucze do piwnicy. Wkurzony tata, który nie ma jak wziąć desek i narzędzi, wysyła go na poszukiwania. Uradowany chłopiec, trzymając klucze cały czas w kieszeni, idzie grać w Monopoly do kolegi.
Wieczorem, kiedy jego rodzice wychodzą do kina, Antka odwiedza Rydygier. Dowiaduje się, że wokół jego domu lata ciotka Dorota, która cały czas szpieguje krewniaka, żeby dowiedzieć się, gdzie się ukrywa. Ta informacja jeszcze bardziej rozzłościła Antosia, gdyż na jaw wychodzi egoizm przyjaciela, który w ogóle nie dbał o to, że chłopcu może grozić niebezpieczeństwo. Interesowało go tylko to, żeby ciotka nie dowiedziała się, gdzie teraz mieszka. Jednak udaje mu się trochę załagodzić sytuację, zapraszając Antka na zlot wampirów. Daje mu pelerynę i maluje mu twarz, aby nikt nie rozpoznał ludzkiego osobnika. W końcu Rydygier i jego przerażony przyjaciel wylatują do Doliny Lamentu.
Podczas podróży Antoś dowiaduje się, że to właśnie w Dolinie odbywają się wszystkie uroczystości wampirów. Jest to miejsce dla nich bezpiecznie, gdyż dawno temu "prawampir" Elżbieta Łakoma wypuściła plotkę, że w tej okolicy grasują wilkołaki. Antek dowiedział się również, że podczas zlotu wszystkie wampiry, będą już najedzone, co sprawiło, że poczuł ulgę.
Gdy dolecieli, dwójka przyjaciół udała się do sali balowej. Wszystko szło zgodnie z planem, lecz w przejściu zatrzymał ich podejrzliwy, chudy wampir, który zarzucił przyjacielowi Rydygiera ludzki wygląd. Wampirek uratował sytuację, mówiąc, że Antek jest wampirem z Włoch, a nazywa się Antonio Grosatio Ponury. Tym sposobem udało im się uspokoić ciekawskiego wampira i wejść do środka. Zaczęły się tańce, do których dołączyli przyjaciele, pozbywając się tym samym spojrzeń innych wampirów. Spotykają również Lumpiego, który również uwierzył w historię o wampirku Antonim z Włoch. O obecności przyjaciół dowiedziała się również Ania, siostra Rydygiera, która odważnie zaprosiła Antka do tańca. Moment był tak magiczny, że młoda wampirzyca zdecydowała się pocałować chłopca. Zmieszanego Antka tak to zaskoczyło, że po chwili zaproponował spacer.
Światło księżyca sprawiło, że było jeszcze romantyczniej, ale czar prysnął, kiedy Ania oddaliła się na chwilę od Antosia. Przestraszony chłopiec zaczął krzyczeć jej imię, ale osobą, która odpowiadała na jego wołanie, nie była Ania, lecz ukryta w krzakach ciotka Dorota. Nagle za pelerynę pociągnęła go dziewczynka i oboje ukryli się w sieni. Żałując pomysłu wyjścia z zamku, wrócili do sali balowej.
Nadszedł czas na najważniejszy moment uroczystości- przyznanie Wielkiej Nagrody Zapachowej. Spośród chętnych wampirów, specjalnie wybrane jury na czele z Elżbietą Łakomą wybierali osobnika o "najpiękniejszym" zapachu. Dumą napawał ich zapachy świeżego końskiego łajna czy też stęchlizny. W konkursie wziął udział Lumpi, lecz bardzo się rozczarował, bo wygrał Jerzy Wybuchowy. Unikając spotkania z przegranym Antek i Ania opuścili salę balową. Oboje stwierdzili, że Rydygier sobie poradzi, więc odlecieli w stronę domu Antka.
Następnego dnia obudził się dopiero po jedenastej, a jego mama bardzo się zdziwiła, jak zobaczyła go w łóżku z rozmazanymi plamami wokół oczu i dziwnymi smugami. Niedokładnie zmył swoje wampirzy makijaż. Była niedziela, więc na obiad przychodzili dziadkowie. Antek, pomimo ciągłych uwag babci na temat jego ubioru, był w całkiem dobrym humorze. Bardzo ucieszył się, gdy usłyszał przy stole, że tata ma plany na najbliższe weekendy i nie będzie miał czasu na remont kuchni. Przez chwilę był spokojny o swojego ukrytego przyjaciela w piwnicy, lecz szybko zbladł, gdy dziadek zaproponował swoją pomoc i obiecał przyjść w czwartek.
Nazajutrz Antek miał już plan działania. Kiedy jego mama myślała, że wychodzi na trening, tak naprawdę wymknął się do piwnicy. Wszystko by się udało, gdyby nie spotkanie pani Vogel, sąsiadki, którą dzieci nazywały skarżypytą. Z podejrzliwym spojrzeniem skarżyła się Antkowi, że z piwnicy dochodzi okropny zapach. Pogroziła nawet, że jeśli tak dalej będzie, to otworzą wszystkie piwnice, żeby odkryć źródło tego smrodu. 
Z piwnicy rzeczywiście wydawał się szczególnie silny zapach stęchlizny. Gdy spojrzał na Rydygiera, wyglądał na bardzo rozdrażnionego i smutnego. Był wściekły na Antka, za to, że na marne szukał go po uroczystości w Dolinie Lamentu, przez co natknął się na ciotkę Dorotę. Krewna doniosła na niego Elżbiecie Łakomej, a ta zgodnie z surowymi zasadami wychowawczymi, udzieliła mu nagany. Uznały, że to bezczelność przychodzić na spotkanie, mając zakaz wstępu do grobowca. Dwudniowy zakaz latania Rydygiera bardzo go zasmucił i wyjątkowo utrudniał zdobywanie jedzenia. Antkowi zrobiło się tak żal wampirka, że całkiem zapomniał powiedzieć o problemach, które nadciągały. Wampir wyruszył pieszo na polowanie, a Antoś obmyślał plan pomocy przyjacielowi.
We wtorek, na wracającego ze szkoły Antka, czekała kolejna niebezpieczna sytuacja. Gdy wszedł na klatkę schodową, usłyszał podniesione głosy dobiegające z piwnicy, kilka razy zaszczekał pies. Zaniepokojony, zaczął nasłuchiwać. Była to pani Vogel ze swoim przekarmionym psem, która najwyraźniej musiała donieść dozorcy o smrodzie, a że jej jamnik zaczął straszliwie szczekać przy piwnicy Groszków, była już pewna, skąd on pochodzi. Zrobiło się jeszcze gorzej, gdy do budynku weszła mama Antka i zastała go przy zejściu na dół. Osiedlowa plotkara zaraz ją usłyszała i poprosiła o przyjście. Zrobiło się naprawdę groźnie, tym bardziej że kobieta wygadała, że wczoraj wieczorem spotkała Antosia schodzącego do piwnicy, więc na pewno ma z tym coś wspólnego. Na szczęście wyszło, że mama chłopca również nie przepada za sąsiadką i zarzucając jej sianie niedorzecznych plotek, zapewniła dozorcę, że ten zapach na pewno nie dochodzi z jej piwnicy. Wszystkiemu przyglądał się Antoś, który mógł odetchnąć z ulgą, bo mężczyźnie zrobiło się głupio, a panią Vogel zatkało.
W domu nie obyło się bez rozmowy na temat chodzenia Antka do piwnicy wieczorami i tych wszystkich kłamstw. Ku zdziwieniu chłopca, jego mama traktowała całą tę sprawę jak żart, a dopóki ona nic nie podejrzewała, wampirek był bezpieczny. Antoś zapewnił mamę, że jego spacery do piwnicy to tajemnica, a wszystko wyjaśni się w czwartek. Zostało tylko powiedzieć o wszystkim Rydygierowi. W tym celu, przed kolacją Antek udał się na rower, a później, gdy już wiedział, że jego przyjaciel nie będzie spał, odwiedził go. Okazało się jednak, że piesze poszukiwanie jedzenia idzie wampirowi tak kiepsko, że Antek spotkał go wygłodzonego i bardzo osłabionego. Wręcz obawiał się, że zaraz rzuci się na jego szyję. Zamiast więc poinformować przyjaciela o zbliżających się kłopotach, zaproponował mu swoją pomoc w łapaniu królików. Wspólne polowanie nie zakończyło się sukcesem. Obrażony i głodny Rydygier odszedł w swoją stronę, a spóźniony na kolację Antek wrócił do domu. Nie przejął się rozgniewaną mamą, bo wiedział, że został mu tylko jeden dzień na pozbycie się wampirka z piwnicy. 
W nocy Antosia męczyły złe sny, w których to na przykład Rydygier zostaje złapany przez stróża cmentarnego. Następnego dnia, coraz bardziej podejrzliwa mama pomyślała, że krzyki syna w nocy mogą mieć coś wspólnego z jego nocnymi wycieczkami lub tajemnicą związaną z piwnicą. Antek oczywiście wszystkiemu zaprzeczał, a gdy mama zapytała go, czy już może zejść po coś do piwnicy, szybko zaoferował, że on to zrobi. Podczas gdy chłopcu chciało się już płakać ze wściekłości, wampirek smacznie sobie spał w trumnie. Na nic były jego próby obudzenia Rydygiera. Kilka razy schodził po ciężkie czasopisma dla mamy, po czym sam zasnął. 
Obudził się tuż przed kolacją, ale ku jemu zaskoczeniu, w domu było kompletnie cicho. W kuchni czekała na niego kartka, informująca, że jego mama pojechała do biura taty. Dla Antka była to cudowna okazja do rozwiązania wszystkich problemów! Obmyślając plan, wiedział już, że zejście do piwnicy odpada, bo głodny Rydygier w niczym mu nie pomoże. Jego ostatnią nadzieją była Ania i choć wiedział, że to bardzo ryzykowne wybierać się teraz na cmentarz, wziął kilka ząbków czosnku i wyszedł. 
Do cmentarza doszedł bez przeszkód, ale gdy szedł główną alejką, zauważył wychodzącego z kaplicy Sępa-Kowalskiego. Mężczyzna zaopatrzony w naostrzone kołki zaczął się zbliżać do Antka jak w jednym z jego nocnych koszmarów. Stróż go przegonił, więc ta droga do grobowca wampirów odpadała. Musiał dostać się tam przeskakując mur na tyłach cmentarza i licząc, że nie spotka żadnego wampira poza Anią. W tym celu schował się za jednym nagrobkiem i wypatrywał, kto wyłania się zza kamienia. Gdy wampiry zaczęły wylatywać na polowanie, serce zaczęło bić mu szybciej. Zrobiło mu się jeszcze słabiej, kiedy zorientował się, że zbliża się do niego Ciotka Dorota. Wampirzyca chciała już łapać za jego szyję, ale powstrzymała ją Ania, która akurat wyszła. Zwabiła ciotkę do grobowca i obiecała popilnować jej ofiary. Tymczasem oboje uciekli w poszukiwaniu kryjówki. Jako że klucze do domu Antka pasowały do zamka w szkole, tam postanowili się schować. Udało im się uciec od wampirzycy Doroty, ale kiedy Antek chciał porozmawiać o Rydygierze, Ania była zainteresowana bardziej szkołą. W końcu chłopiec dowiedział się, że zakaz wstępu do grobowca wampirka został zniesiony, a Ania zgodziła się pomóc Antosiowi w przeniesieniu trumny, jako że jej właściciel sam jest teraz na polowaniu.
Młodsza siostra Rydygiera okazała się o wiele silniejsza, niż wyglądała. Na szczęście oprócz jednego pijanego mężczyzny nie spotkali nikogo na swojej drodze do grobowca. Problemem okazał się jednak mur grodzący cmentarz, bo gdy Antek przerzucał wieko trumny na drugą stronę, zranił Anię w nogę. Obrażona dziewczynka sama niosła dalej łóżko brata, nie odwracając się nawet w stronę Antosia. Zmieszany chłopiec wrócił do domu. 
Rano Antek nie czuł się najlepiej, wszystko go bolało po wczorajszych przygodach. Jakby tego było mało, okazało się, że cały jego wysiłek poszedł na marne, bo jego tacie coś wypadło i nie będzie dziś robił remontu kuchni. Z jednej strony czuł ulgę, bo pozbył się problematycznego mieszkańca jego piwnicy, ale i tak był zbyt sfrustrowany, żeby ruszać się z łóżka. 
Po południu wróciła mama Antka, który czuł się już trochę lepiej. Bardzo zdziwiło ją to, że syn nie powstrzymuje ją przed pójściem po ziemniaki do piwnicy. Uśmiechnięty Antoś wyjawił całą prawdę o mieszkającym tam wampirku przez jakiś czas, w co jego mama oczywiście nie uwierzyła i poirytowana zeszła na dół. Wróciła z koszem ziemniaków i szczoteczką do zębów. Myśląc, że ktoś ją tam wrzucił przez okno, nie zadawała więcej pytań, a Antek ukradkiem schował ją pod poduszkę. 
Wieczorem, gdy Antek miał zamiar poczytać książkę, usłyszał pukanie w okno. Ku jego zdziwieniu, na parapecie stał Rydygier. Jego odwiedzin spodziewał się najmniej, bo oboje wiedzieli, że to bardzo ryzykowne. Wampirek podziękował przyjacielowi za udzielenie schronienia, a gdy dowiedział się od Antka, że ten wcale nie jest zły na jego siostrę, z rogu parapetu wyłoniła sama Ania. Spotkanie chłopca i jego wampirzych przyjaciół - jak za starych, dobrych czasów.

## Bohaterowie
- Antek lubi czytać ciekawe historie z dreszczykiem. Szczególnie podobają mu się opowiadania o wampirach, których zwyczaje dobrze poznał.
- Rydygier jest wampirem od stu pięćdziesięciu lat. Jest mały, ponieważ został wampirem jako dziecko. Jego przyjaźń z Antosiem zaczęła się pewnego dnia, kiedy chłopiec był sam w domu. Nagle na parapecie zobaczył wampira. Antek drżał ze strachu, ale wampirek zapewnił go, że już "jadł". Chłopiec wyobrażał sobie, że prawdziwe wampiry wyglądają o wiele groźniej, a kiedy Rydygier przyznał mu się, że też uwielbia opowiadania o wampirach i że boi się ciemności, Antek doszedł do wniosku, że wampirek jest całkiem sympatyczny. Od tej pory dosyć jednostajne życie Antosia stało się bardzo ciekawe i ekscytujące: mały wampir pożyczył mu pelerynę i razem latali na cmentarz i do grobowca Trzęsikamieniów.
- Ania Bezzębna jest młodszą siostrą Rydygiera. Nie wyrosły jej jeszcze wampirze zęby, więc jako jedyna w rodzinie odżywia się mlekiem. Ona też lubi straszne historie.
- Lumpi Mocny, starszy brat Rydygiera, jest bardzo drażliwy. Jego głos, raz cienki, raz gruby, świadczy o tym, że Lumpi jest w wieku dojrzewania. Niestety nigdy z niego nie wyrośnie, bo w tym właśnie wieku został wampirem.
- Ciotka Dorota jest najbardziej krwiożercza ze wszystkich wampirów. Spotkanie z nią po zachodzie słońca może być niebezpieczne.
- Stróż cmentarny Sęp-Kowalski poluje na wampiry. Dlatego wampirza rodzina przeniosła swoje trumny do podziemnego grobowca. Sępowi-Kowalskiemu nigdy nie udało się znaleźć do niego wejścia.
- Rodzice Antosia nie wierzą w wampiry. Mama Antka jest nauczycielką, ojciec pracuje w biurze.

Antoś nie poznał osobiście innych krewnych wampirka Rydygiera, ale widział ich trumny do spania w grobowcu Trzęsikamieniów.

## Ekranizacje i adaptacje
W 2000 roku powstał film fabularny The Little Vampire oparty na serii Wampirek. Został on wyprodukowany przez Cometstone Pictures i wyreżyserowany przez Uli Edela. Polska wersja powstała dzięki Master Film w reżyserii Elżbiety Jeżewskiej. Film został nagrodzony Najlepszym niemieckim filmem dziecięcym 2001 roku i zdobył Złotą Nagrodę Filmową Niemiec.
Dwa główne 13-częściowe seriale telewizyjne zostały wyprodukowane w Kanadzie i Niemczech. Pierwsza serial powstał w 1986 roku, a drugi w 1993 roku. Oba seriale były emitowane w całej Europie i Kanadzie.
Do dziś powstaje wiele nowych spektakli, musicali, komiksów i audiobooków inspirowanych tą serią. 